# Edward Marsh
Edward "Ed" Marsh (Filadèlfia, Pennsilvània, 12 de febrer de 1874 – Filadèlfia, 10 d'octubre de 1932) va ser un remer estatunidenc que va competir cavall del segle xix i el segle xx.
El 1900 va prendre part en els Jocs Olímpics de París, on guanyà una medalla d'or en la prova de vuit amb timoner com a membre de l'equip Vesper Boat Club.
Durant la seva carrera esportiva guanyà sis campionats nacionals dels Estats Units i dos del Canadà, tots abans de 1902.